# Dueling Banjos
"Dueling Banjos" é um instrumental de Arthur "Guitar Boogie" Smith. A canção foi composta em 1955 por Smith como um instrumental de banjo que ele chamou de "Feudin' Banjos", que continham riffs de "Yankee Doodle". Smith gravou a canção tocando um banjo palheta com quatro cordas e acompanhado por um banjo bluegrass de cinco cordas tocado por Don Reno. A primeira reprodução em larga escala da faixa foi num episódio do The Andy Griffith Show chamado "Briscoe Declares for Anunt Bee" em 1963, em que ela é tocada pela família musicakl visitante the Darlings (interpretada pelos The Dillards, um grupo de bluegrass).
A canção ficou famosa pelo filme de 1972, Deliverance, que também causou uma bem-sucedida ação judicial por parte do compositor, devido ao fato da canção ter sido usada sem sua permissão. A versão do filme, arranjada e gravada por Eric Weissberg e Steve Mandell e posteriormente lançada como single, chegou à vice-liderança da Billboard Hot 100 por quatro semanas em 1973, sempre atrás do sucesso de Roberta Flack "Killing Me Softly With His Song", e ficou no topo da parada adult contemporary por duas semanas no mesmo ano. Chegou ao topo da Cashbox e da Registro Mundo por uma semana e alcançou a 5ª posição no Hot Country Singles ao mesmo tempo e m que estava no Hot 100 e no Adult Contemporâneo Singles. A versão também foi indicada para os Prêmios Globo de Ouro de 1973 na categoria Globo de Ouro de melhor canção original.
Uma versão da canção por Steve Ouimette (usando guitarras, baixo e bateria) foi lançada como conteúdo baixável para o jogo Guitar Hero World Tour.  Os Toy Dolls também regravaram a canção no álbum Absurd-Ditties deles.

## Uso emDeliverance
Em Deliverance, uma cena mostra Billy Redden tocando a faixa com Ronny Cox, que se junta a ele no violão. Billy interpreta "Lonnie"—um banjoísta mentalmente transtornado, fruto de incesto, mas extremamente talentoso.
Billy não sabia realmente tocar o banjo, e o diretor achou seus movimentos manuais inconvincentes. Um músico local, Mike Addis, foi chamado para fazer o movimento da mão esquerda do garoto. Mike se escondeu atrás de Billy, com seu braço esquerdo na manga de Billy. Ângulos cuidadosos de filmagem mantiveram Mike fora da imagem e completaram a ilusão. A canção em si foi dublada da gravação feita por Eric e Steve e não foi tocada pelos atores.
Dois jovens músicos, Ron Brentano e Mike Russo, haviam sido originalmente contratados para tocar a adaptação deles no filme, mas acabaram substituídos pelos outros.
"Dueling Banjos" foi arranjada e tocada para o filme por Eric Weissberg e Steve Mandell e foi incluída em sua trilha sonora. Como Arthur "Boogie" Smith não foi reconhecido como compositor pelos diretores, ele os processou e ganhou.

## Desempenho nas paradas
| Parada (1973)                          | Maior posição |
| -------------------------------------- | ------------- |
| Canadian RPM Top Singles               | 2             |
| Canadian RPM Adult Contemporary Tracks | 1             |
| Canadian RPM Country Tracks            | 9             |
| U.S. Billboard Hot 100                 | 2             |
| U.S. Billboard Easy Listening          | 1             |
| U.S. Billboard Hot Country Singles     | 5             |